# I due crocifissi
I due crocifissi è un film muto italiano del 1920 diretto da Augusto Genina.